# Droogmansia giorgii
Droogmansia giorgii är en ärtväxtart som beskrevs av De Wild. Droogmansia giorgii ingår i släktet Droogmansia och familjen ärtväxter. Inga underarter finns listade i Catalogue of Life.